# Acumulator sodiu-sulf

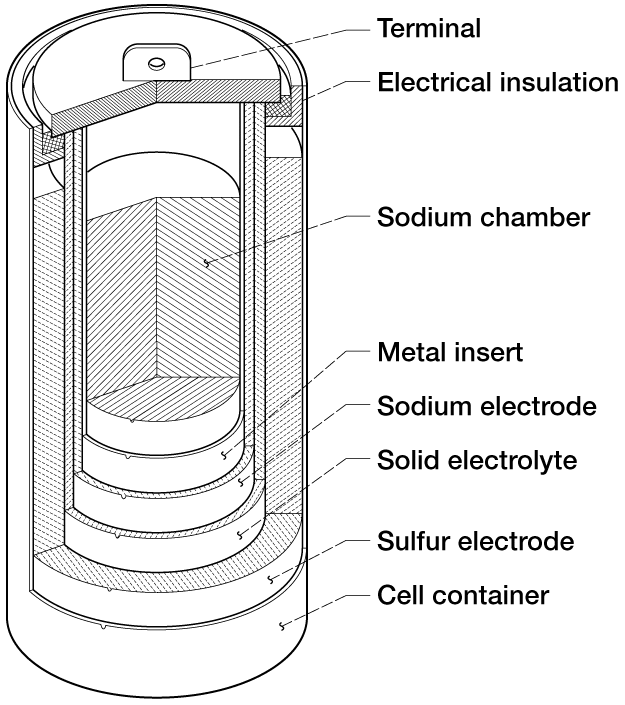
O reprezentare a interiorului unei baterii sodiu-sulf

Acumulator sodiu-sulf este un tip de acumulator cu metal topit alcătuit din sodiu și sulf. Acest tip de baterie are o densitate mare de energie, cu randament ridicat de încărcare/descărcare (89-92%) și ciclu de viață lung, și este fabricat din materiale ieftine. Datorită temperaturii de funcționare de la 300 la 350° C și naturii foarte corozive a polisulfurilor de sodiu, astfel de acumulatoare sunt în primul rând potrivite pentru aplicații staționare (nemobile) pe scară largă, pentru stocarea energiei.